# 1993 GD1
1993 GD1 är en asteroid i huvudbältet som upptäcktes den 15 april 1993 av den amerikanske astronomen Henry E. Holt vid Palomarobservatoriet.
Asteroiden har en diameter på ungefär 4 kilometer.